# Ресторан Огњиште
Ресторан Огњиште се налази у насељу Рудине, на путу за Сирогојно, у недирнутој природи на Златибору. Ресторан је  удаљен од буке туристичког центра Златибора. 

## О ресторану
У етно ресторану Огњиште јела се спремају на традиционалан начин златиборског краја. Намирнице које се користе при припреми јела су углавном из сопствене производње: јаја, поврће, воће, месо, хељда...Храна се спрема и сервира у земљаним посудама.
Ресторан се налази на локацији са које је могуће уживати у погледу на Чиготу, Торник, споменик на Шуматовом брду, Црни врх.

## Угоститељска понуда
Из богатог менија ресторана "Огњиште": телетина са поврћем испод сача, димљена коленица са кајмаком, домаћи димљени качкаваљ и козји сир, пасуљ и кромпир на разне начине, домаћа лепиња печена у традиционалној пећи на букова дрва, разне домаће пите, хељдопита, палачинке, цеђено воће без заслађивача, конзерванса и адитива, домаћа ракија, домаће вино...